# Ranunculus setaceus
Ranunculus setaceus är en ranunkelväxtart som beskrevs av Rodway. Ranunculus setaceus ingår i släktet ranunkler, och familjen ranunkelväxter. Inga underarter finns listade i Catalogue of Life.